# Louka (Nová Ves)
Louka (německy Grün) je malá vesnice, část obce Nová Ves v okrese Sokolov v Karlovarském kraji. Nachází se asi 3,5 kilometru jihovýchodně od Nové Vsi. Louka leží v katastrálním území Louka u Mariánských Lázní o rozloze 11,43 km².

## Historie
První písemná zmínka o vesnici pochází z roku 1354, kdy Jan Beneda, opat kláštera v Teplé prodal ves bečovským pánům Boreši a Slavkovi z Rýzmburka. K bečovskému panství patřila Louka až do roku 1850. Po druhé světové válce došlo k odsunu německého obyvatelstva a obec se octla na území nově vzniklého Vojenského výcvikového prostoru Prameny. V letech 1947 až 1953 došlo k devastaci vesnice a zůstalo pouze torzo původní vesnice. Na návsi stával Kostel svatého Václava. Ten přestal plnit svou funkci a v roce 1950 byl zrušen. Po odchodu armády z výcvikového prostoru kostel chátral a v roce 1987 došlo k jeho demolici.

## Přírodní poměry
Území vesnice leží na svazích Slavkovského lesa, svažujících se na východě a jihovýchodě do údolí Teplé.
Horninové podloží tvoří převážně pásmo amfibolitů a hadců (tzv. Mnichovských hadců) mariánskolázeňského metabazitového komplexu.
Celé území se nachází v centrální části CHKO Slavkovský les. V katastrálním území Louka u Mariánských Lázní se nachází národní přírodní rezervace Pluhův bor a přírodní památka Dominova skalka. Do území vesnice částečně zasahuje přírodní rezervace Údolí Teplé. V této přírodní rezervaci se na nepojmenovaném potoce, přítoku Teplé, nachází zajímavý vodopád, pojmenovaný jako Loucký vodopád.
V údolí potoka Kyselka vyvěrá minerální pramen Grünská kyselka, jediný volně přístupný zdroj z minerálních pramenů, využívaných pro výrobu komerční minerálky Magnesia.
Poblíž pramene se nacházel zajatecký tábor z druhé světové války s menším hřbitovem, kam se pohřbívali zemřelí zajatci. Jeho přesná poloha však není známá.

## Obyvatelstvo
Převážná část obyvatel pracovala v zemědělství. Z Louky pocházela řada významných obchodníků s chmelem, v roce 1841 bylo ve vesnici evidováno 36 chmelnic.
Při sčítání lidu v roce 1921 ve vsi žilo 802 obyvatel (z toho 366 mužů), z nichž bylo šest Čechoslováků, 789 Němců a sedm cizinců. Všichni se hlásili k římskokatolické církvi. Podle sčítání lidu z roku 1930 měla vesnice 818 obyvatel: šest Čechoslováků, 804 Němců a osm cizinců. Kromě dvou evangelíků byli římskými katolíky.
| Rok            | 1869  | 1880  | 1890 | 1900 | 1910 | 1921 | 1930 | 1950 | 1961 | 1970 | 1980 | 1991 | 2001 | 2011 | 2021 |
| -------------- | ----- | ----- | ---- | ---- | ---- | ---- | ---- | ---- | ---- | ---- | ---- | ---- | ---- | ---- | ---- |
| Počet obyvatel | 1 105 | 1 069 | 956  | 935  | 911  | 802  | 818  | 127  | 80   | 51   | 59   | 42   | 33   | 33   | 48   |
| Počet domů     | 124   | 128   | 132  | 129  | 129  | 131  | 164  | 64   | —    | 13   | 10   | 7    | 8    | 11   | 11   |

## Obecní správa
Při sčítání lidu v letech 1850–1949 Louka byla samostatnou obcí, se kterým patřila do okresu Karlovy Vary, ale v letech 1900–1930 v okrese Teplá. V letech 1950–1959 byl osadou obce Mnichov v okrese Mariánské Lázně. Od roku 1960 je částí obce Nová Ves v okrese Sokolov.

## Pamětihodnosti
V Louce stával kostel svatého Václava. Jeho základní kámen byl položen roku 1725, roku 1728 byl kostel dokončen. Za doby trvání vojenského výcvikového prostoru Prameny zpustnul. Roku 1960 byl opraven a využíván jako seník. K demolici kostela došlo v roce 1987.

## Galerie

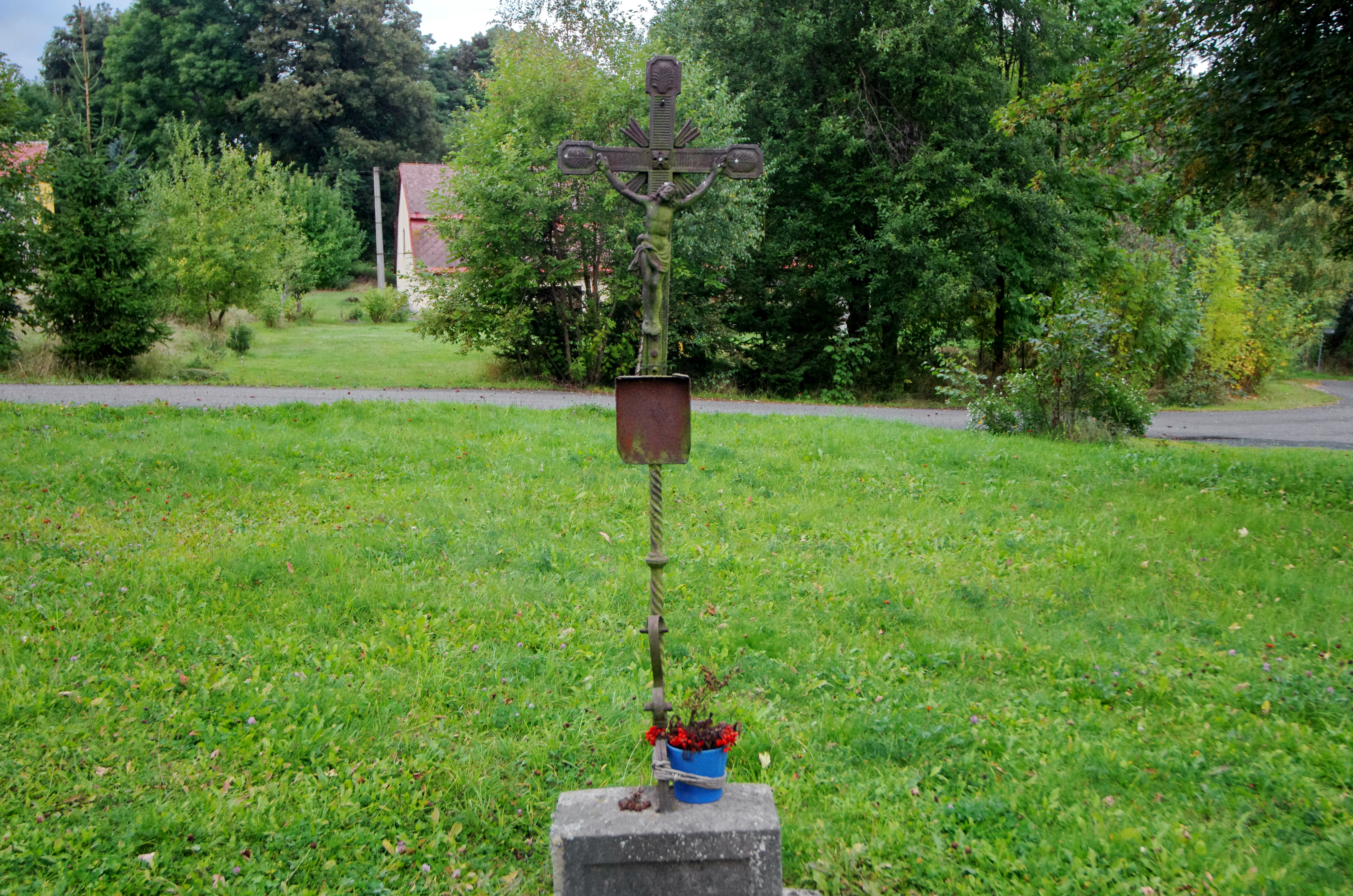
Náves
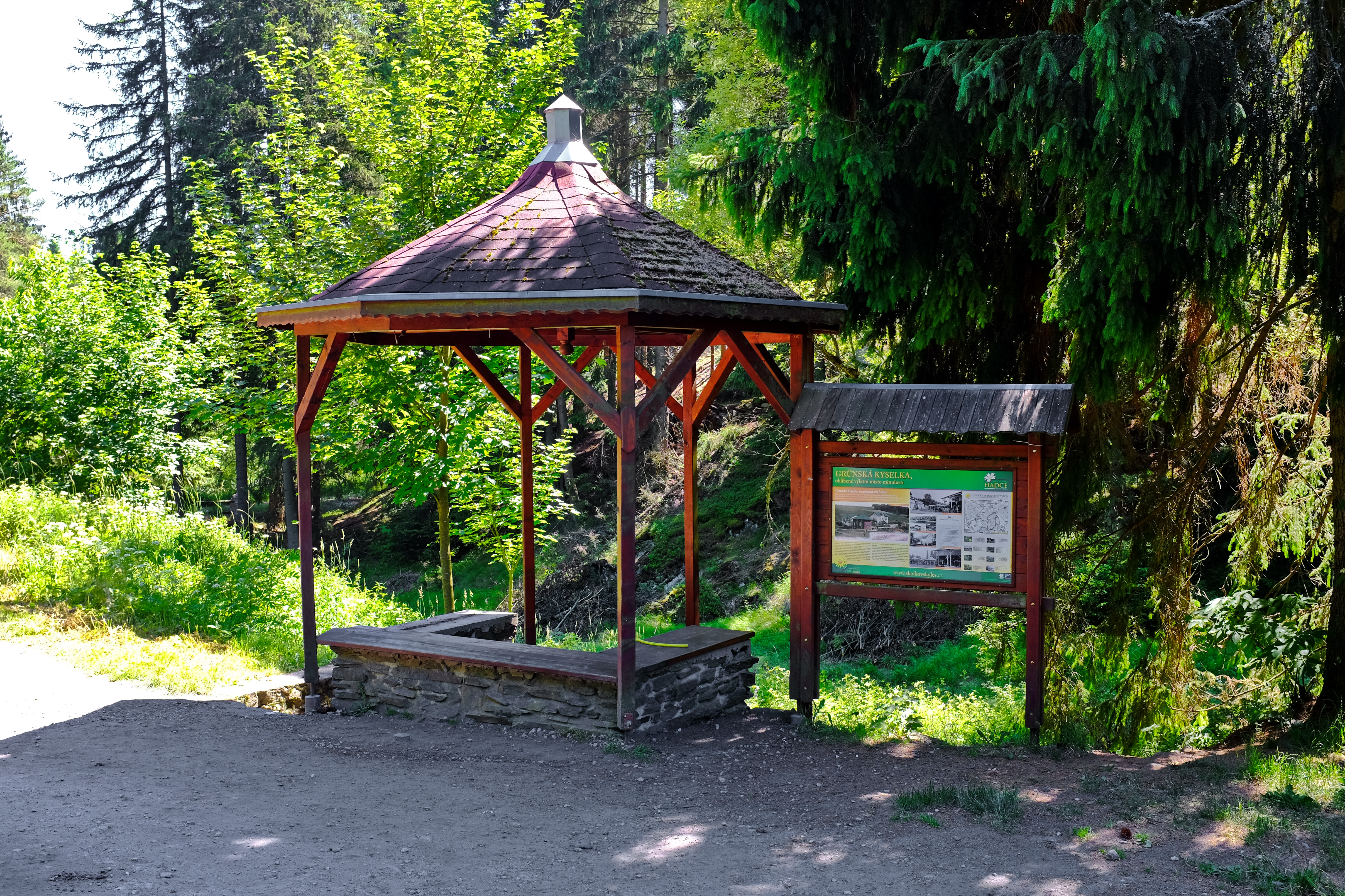
Grünská kyselka
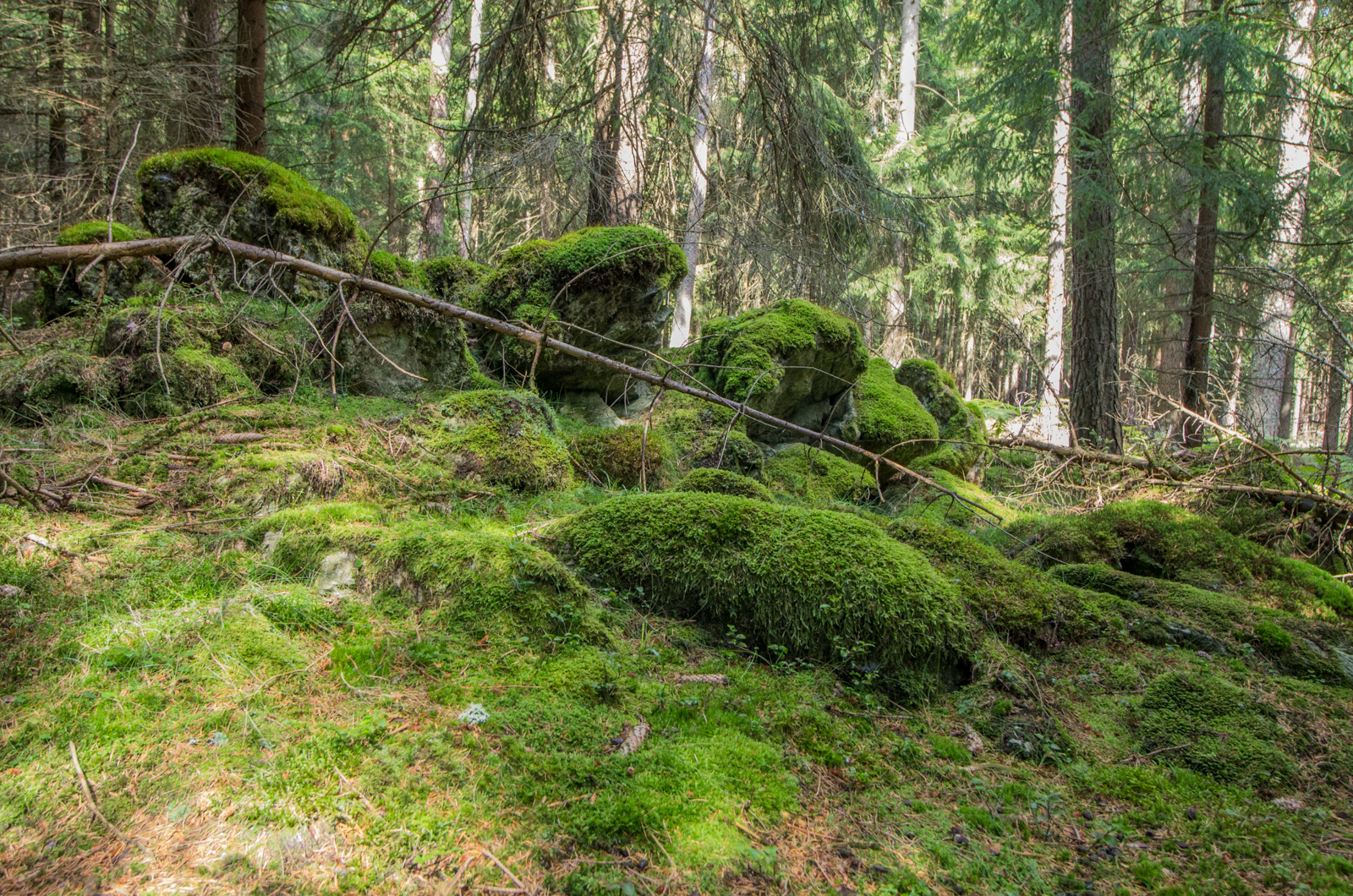
Národní přírodní rezervace Pluhův bor
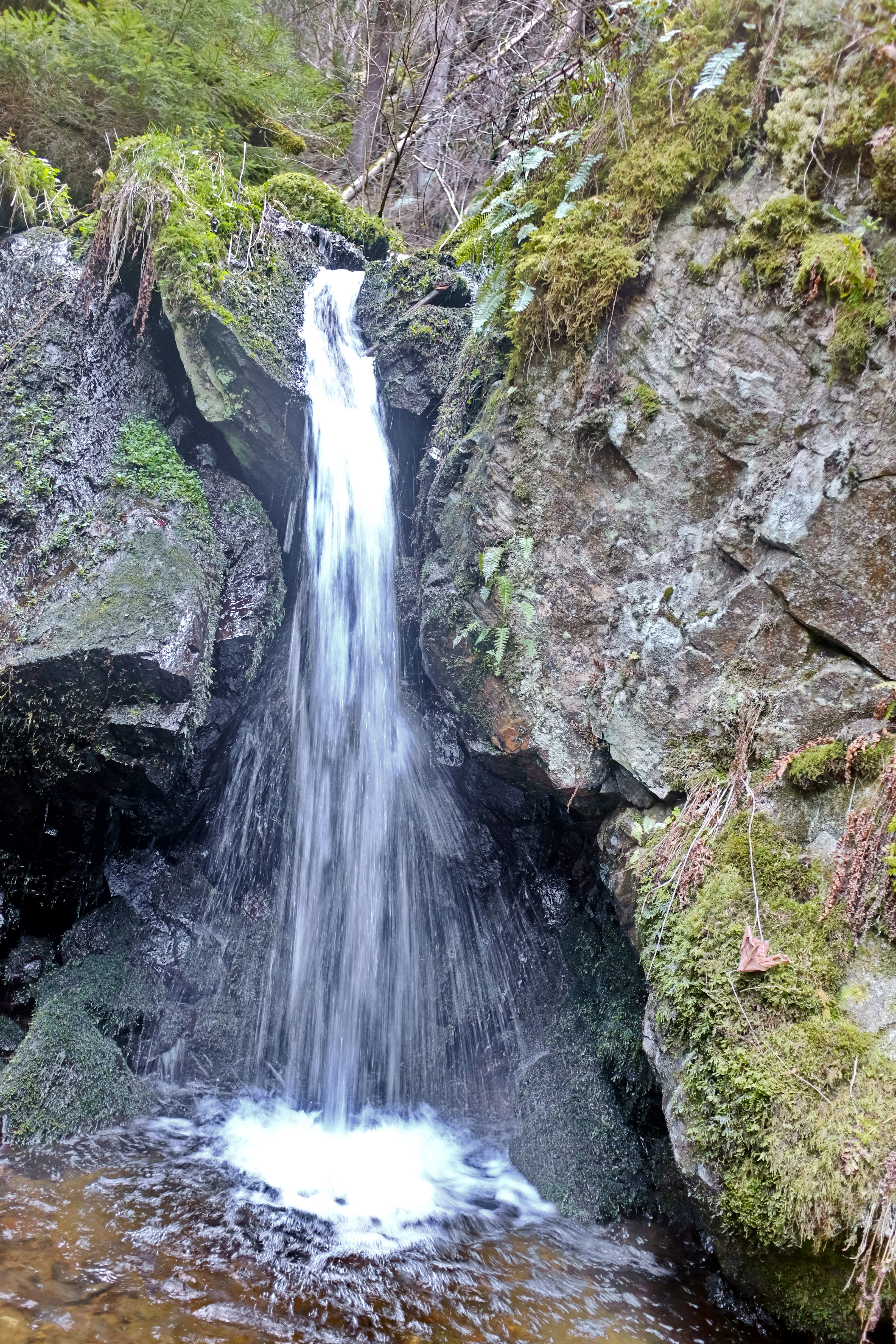
Loucký vodopád
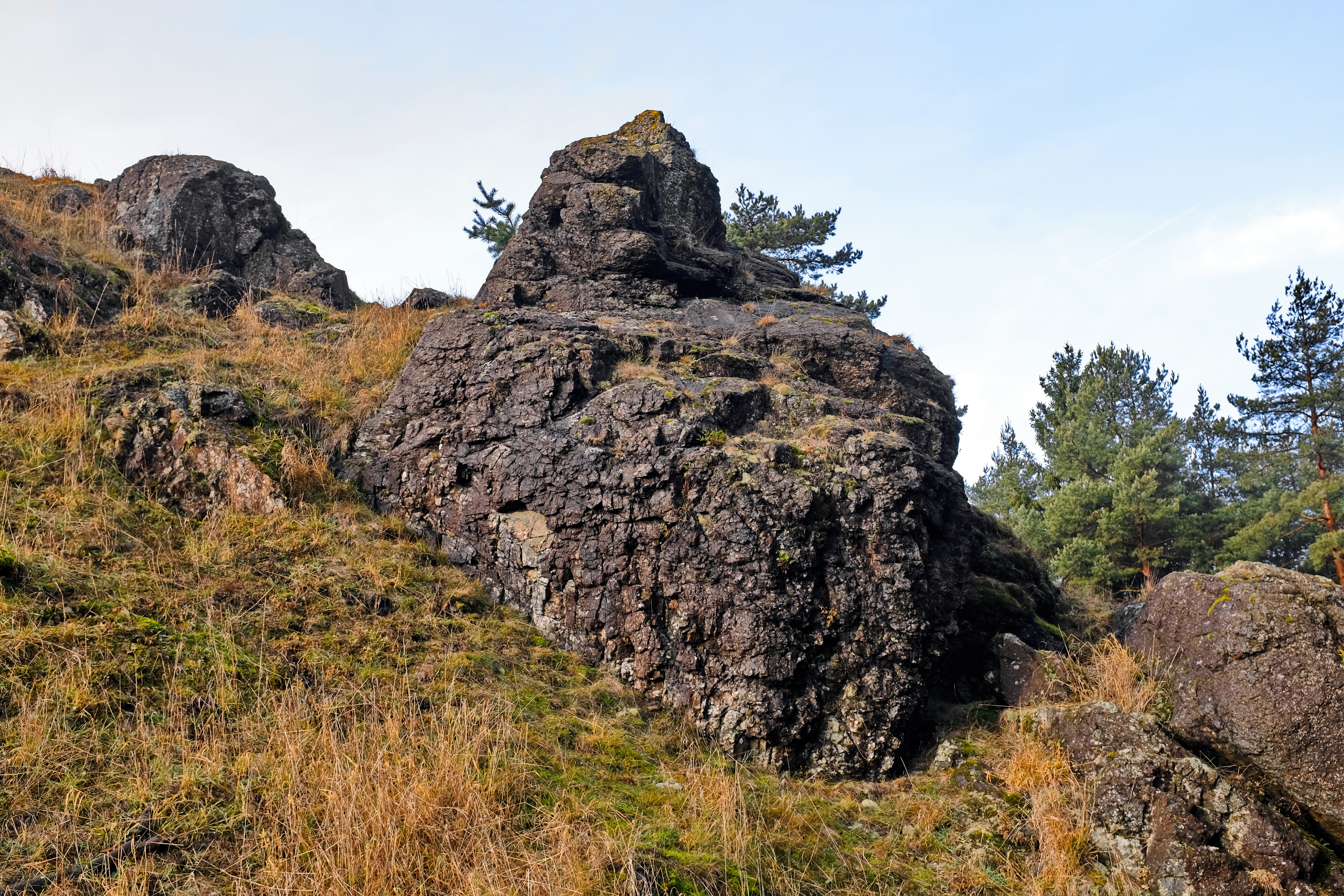
Přírodní památka Dominova skalka
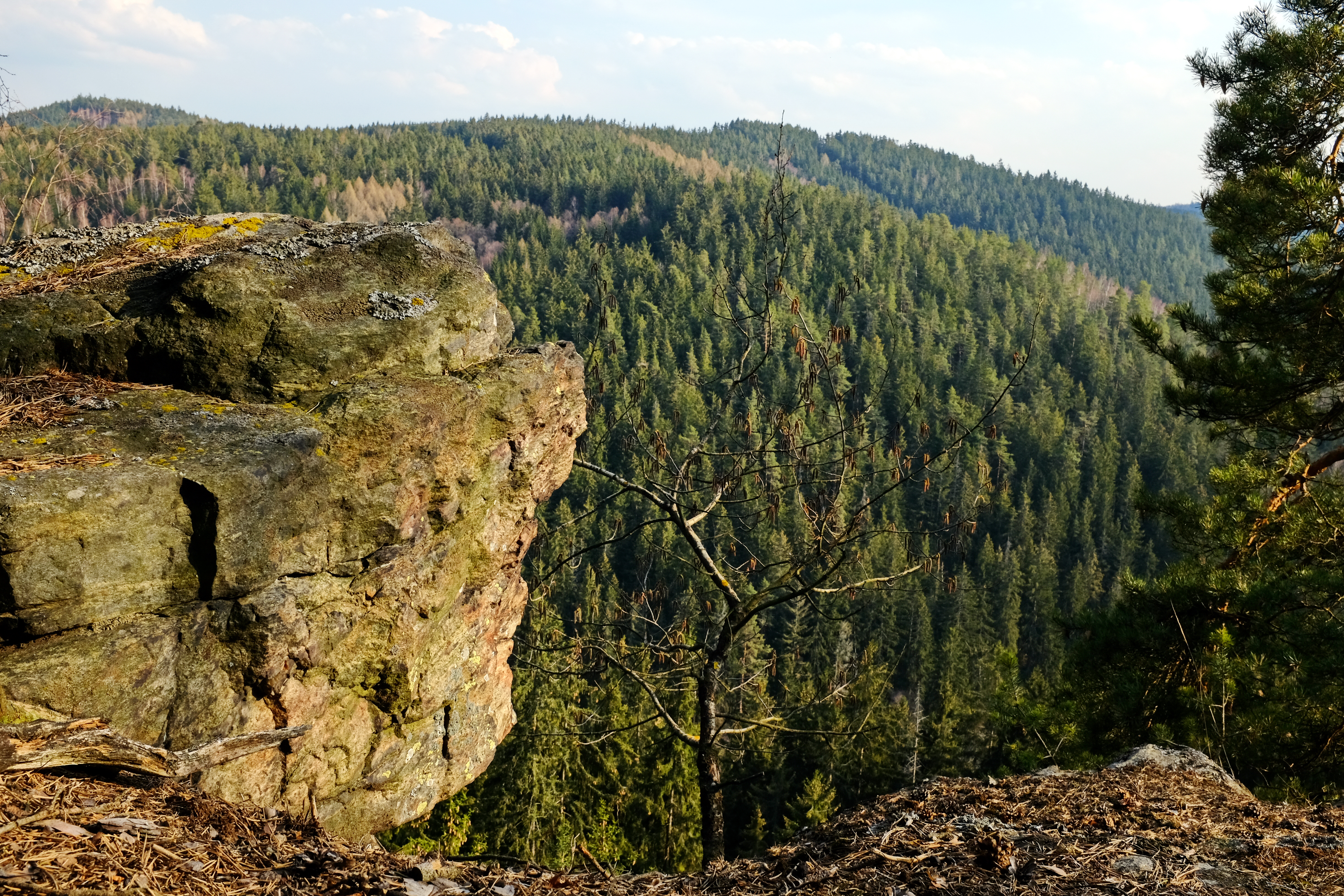
Přírodní rezervace Údolí Ohře
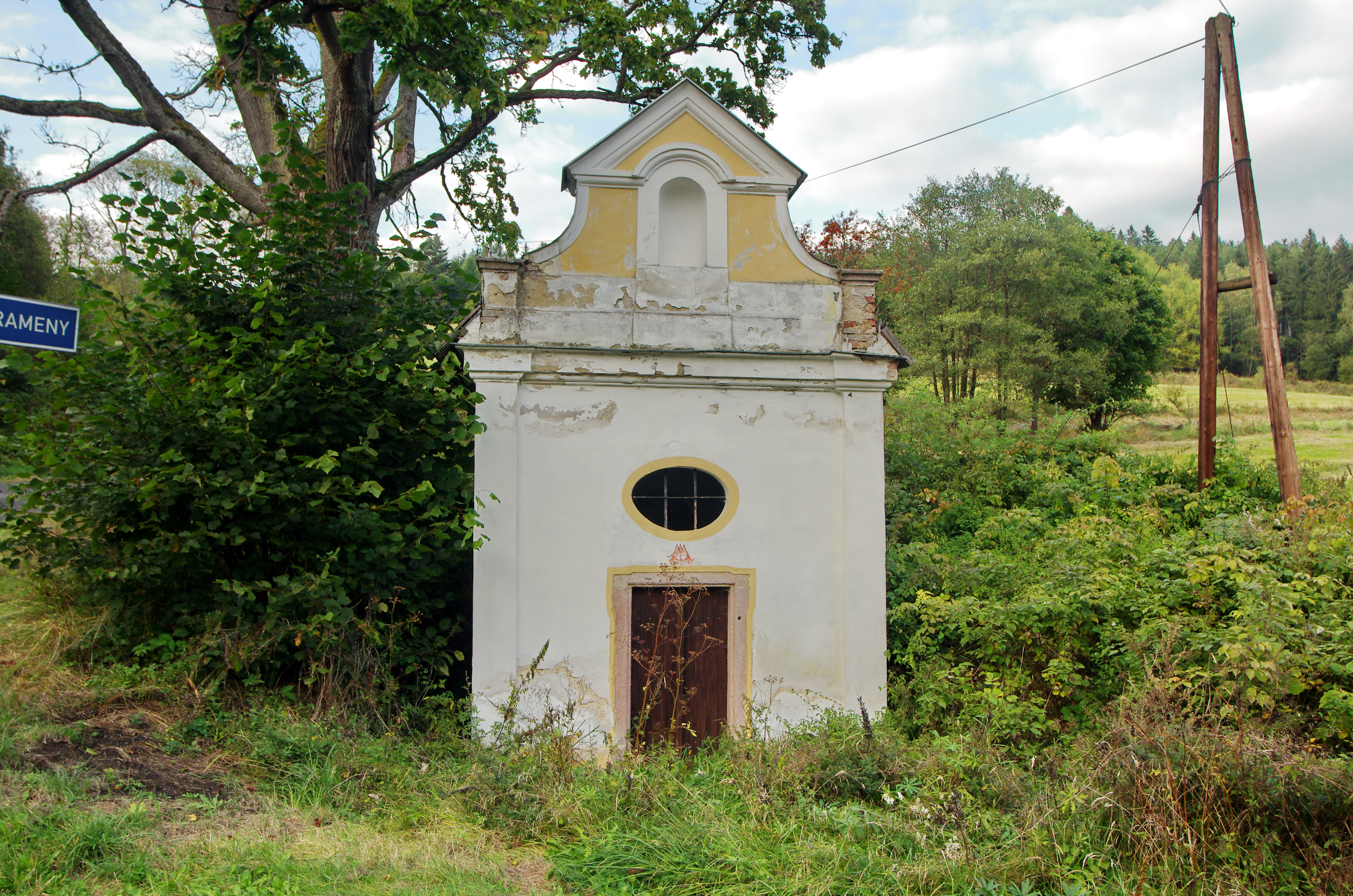
Kaple Panny Marie